# Wellington Phoenix FC
Wellington Phoenix FC is een Nieuw-Zeelandse voetbalclub uit Wellington. Het is de enige profclub van het land en komt uit in de Australische profcompetitie A-League. Thuisstadion van de club is het Westpac Stadium, dat een capaciteit van 34.500 plaatsen heeft.
Het tweede elftal van de club neemt sinds 2014/15 deel in de gesloten semi-professionele New Zealand Football Championship.

## Profteam
Wellington Phoenix FC werd in 2007 opgericht als vervanger van de opgeheven profclub New Zealand Knights in de A-League.

### Competitieresultaten 2007-2018
Resultaten na de reguliere competitie.
| 8 |

| 6 |

| 4 |

| 6 |

| 4 |

| 10 |

| 9 |

| 4 |

| 9 |

| 7 |

| 9 |

| A-League (Australië) |

| A-League (Australië) |

| 8 |

| 6 |

| 4 |

| 6 |

| 4 |

| 10 |

| 9 |

| 4 |

| 9 |

| 7 |

| 9 |

| A-League (Australië) |

| A-League (Australië) |

### Bekende (oud-)spelers
Zie ook: Lijst van spelers van Wellington Phoenix FC

## Tweede elftal
In het elfde seizoen (2014/15) van de gesloten semi-professionele New Zealand Football Championship nam het tweede elftal (of reserveteam) van de club als negende deelnemer deel in deze competitie. Hun thuiswedstrijden worden op Newtown Park gespeeld. Dit stadion biedt plaats aan 5000 toeschouwers.

### Competitieresultaten 2014-2018
Resultaten na de reguliere competitie.
| 6 |

| 7 |

| 7 |

| 9 |

| NZFC |

| NZFC |

| 6 |

| 7 |

| 7 |

| 9 |

| NZFC |

| NZFC |

Adelaide United · Brisbane Roar FC · Central Coast Mariners · Macarthur FC · Melbourne City FC · Melbourne Victory · Newcastle United Jets · Perth Glory · Sydney FC · Wellington Phoenix FC · Western Sydney Wanderers · Western United

Opgeheven: Gold Coast United FC (heropgericht in 2017) · New Zealand Knights · North Queensland Fury (heropgericht in 2012)